# Тодескини, Бруно
Бруно Тодескини (фр. Bruno Todeschini; род. 19 сентября 1962, Невшатель, Швейцария) — швейцарский актёр.
Изучал актерское мастерство в высшей школе драматического искусства в Женеве. С 1986 года на театральной сцене, играет в женевских и парижских театральных труппах.
Кинодебют Бруно Тодескини состоялся в 1986 году в фильме «Розовая икра».

## Роли в кино
- 2017 — «Ревнивая» / Jalouse
- 2014 — «Французский транзит» / La French
- 2011 — Нежность / La delicatesse (Франция)
- 2009 — Лурд / Lourdes (Франция, Австрия, Германия)
- 2008 — Шум окружающих людей / Bruit des gens autour, Le (Франция)
- 2008 — Ночь собак / Nuit de chien (Германия)
- 2007 — Плохая склонность / Mauvaise pente (Франция)
- 2007 — Падшие герои / Nessuna qualità agli eroi (Италия)
- 2007 — Один день / 1 Journée (Франция)
- 2007 — Игра слов: Переводчица олигарха :: Майяр :: главная роль
- 2005 — Проклятые короли / Rois maudits, Les (Франция, Италия)
- 2005 — Маленький Иерусалим / La Petite Jérusalem (Франция)
- 2005 — Любовь, о которой молчат / Un amour à taire (Франция)
- 2005 — Кавалькада / Cavalcade (Франция)
- 2005 — Идеальная пара / Un couple parfait (Франция)
- 2005 — Авантюра / Une aventure (Франция)
- 2004 — Тайные агенты / Agents secrets (Франция, Италия, Испания)
- 2004 — Последний день / Dernier jour, Le (Франция)
- 2003 — Его брат / Son frère (Франция)
- 2002 — Шкура ангела / Peau d’ange (Франция)
- 2002 — Частное расследование / Une affaire privée (Франция)
- 2002 — Лето Ольги / Olgas Sommer (Германия)
- 2001 — Знание / Va savoir (Франция)
- 2000 — Распутник / Libertine, The / Libertin, Le (Франция) :: маркиз де Камбре
- 2000 — Код неизвестен / Code inconnu: Récit incomplet de divers voyages (Германия, Румыния, Франция)
- 1999 — Цивилизованные люди / Civilisées (Франция)
- 1998 — Те, кто меня любит, поедут поездом / Ceux qui m’aiment prendront le train (Франция)
- 1997 — Территория команчей / Territorio Comanche (Германия)
- 1997 — Сгоревшие в раю / Flammen im Paradies (Германия)
- 1995 — Верх, низ, хрупко / Haut bas fragile (Франция)
- 1994 — Королева Марго / Queen Margot (Франция, Италия, Германия)
- 1993 — Фанфан / Fanfan (Франция)
- 1993 — Любимое время года / Ma saison préférée (Франция)
- 1993 — Алис Невер / Alice Nevers (Франция)
- 1990 — Гамлет / Hamlet (Франция)
- 1987 — Отель «Франция» / Hôtel de France (Франция)